# Oleg Rylkow
Oleg Wiktorowicz Rylkow (ros. Оле́г Викторович Рылько́в, zwany Rozpruwaczem z Togliatti; ur. 21 grudnia 1966 w Zielonodolsku) – rosyjski seryjny morderca, gwałciciel i pedofil. W latach 1992–1996 dopuścił się 12 morderstw i 37 gwałtów.

## Zbrodnie
Rylkow dopuścił się serii gwałtów na dziewczynkach w wieku 9 – 12 lat. Ofiary atakował w ich mieszkaniach, krępował i gwałcił. Wkrótce potem zaczął zabijać swoje ofiary. W sierpniu 1993 r. zamordował pierwszą ofiarę. Próbował zgwałcić młodą kobietę, lecz gdy ta zaczęła się bronić udusił ją. W lutym 1996 r. zamordował 7-letniego Rusłana Tkaczowa, zadając mu kilkadziesiąt ciosów nożem i okaleczając zwłoki. Niedługo później włamał się do mieszkania, w którym przebywało nieletnie rodzeństwo. Dziewczynkę zgwałcił i zabił siekierą, zaś jej brata ogłuszył. Chłopiec później opisał Rylkowa śledczym. Większość ofiar mordercy stanowiły młode kobiety i dziewczynki, które gwałcił i zabijał przy użyciu noża.

## Aresztowanie i proces
W lipcu 1996 r. Rylkow zgwałcił i zamordował córkę swoich znajomych, Polinę Parkową. Dzięki zeznaniom świadków został zidentyfikowany jako sprawca i aresztowany. Rylkow przyznał się do popełnienia wszystkich przestępstw. W 1998 r. został skazany na karę śmierci przez rozstrzelanie. Na mocy moratorium wyrok zamieniono na dożywocie. Obecnie przebywa w kolonii karnej o zaostrzonym rygorze.